# Nemastoma daciscum
Espèce
Nemastoma daciscum est une espèce d'opilions dyspnois de la famille des Nemastomatidae.

## Distribution
Cette espèce est endémique de Transylvanie en Roumanie.

## Systématique et taxinomie
Cette espèce a été décrite par Koch en 1869.

## Étymologie
Son nom d'espèce lui a été donné en référence au lieu de sa découverte, la Dacie.

## Publication originale
- Koch, 1869 : « Beitrag zur Kenntniss der Arachnidenfauna Tirols. » Zeitschrift des Ferdinandeums für Tirol und Vorarlberg, vol. 14, p. 149–206.